# Abraham van der Moer
Abraham van der Moer (Bussum, 19 augustus 1919 – Hilversum, 12 april 2002) was een Nederlands viceadmiraal en commandant Zeemacht van de Koninklijke Marine.

## Biografie
Van der Moer, zoon van de koopvaardijkapitein Lambertus van der Moer en Marie Ferwerda, kwam in augustus 1936 in aanmerking voor plaatsing als adelborst aan de driejarige opleiding voor de zeedienst aan het Koninklijk Instituut voor de Marine te Willemsoord. In september 1939 werd hij, samen met andere adelborsten, aan boord van Hr. Ms. Van Heemskerck als luitenant-ter-zee derde klasse beëdigd (benoemd bij Koninklijk Besluit van 12 augustus 1939), in aanwezigheid van familieleden, een aantal leden van de landmacht en commandant, officieren, onderofficieren en minderen van de Heemskerck. Van der Moer maakte als luitenant-ter-zee tweede klasse op de Witte de With de Slag in de Javazee in de Tweede Wereldoorlog mee. Daarna deed hij tijdens deze oorlog dienst in Suriname. Als zodanig commandeerde hij in mei 1946 vier patrouilleboten van de Koninklijke Marine, die vanuit Suriname op Curaçao waren aangekomen; te Suriname werd de marinebasis namelijk geliquideerd. In de loop van 1946 keerde hij terug naar Nederland.
Van der Moer studeerde in 1958 af aan het Amerikaanse Naval War College. Als kapitein-luitenant ter zee deed hij dienst tijdens het conflict met Indonesië om Nieuw-Guinea. In 1965 bracht hij als commandant van de kruiser Hr. Ms. de Zeven Provinciën in de rang van kapitein-ter-zee, samen met de oorlogsschepen van Uruguay, Chili, Argentinië, Portugal, Spanje, Italië en het Verenigd Koninkrijk een formeel bezoek aan Rio de Janeiro ter herdenking van de slag aan de monding van de Riachuelo. Deze slag vond plaats op 1 juni 1865 tussen de vlootstrijdkrachten van Paraguay en Brazilië, waarbij door moedig gedrag van de Braziliaanse admiraal Barosso de slag door de Brazilianen werd gewonnen. Een detachement der mariniers van de Zeven Provinciën nam op 12 juni deel aan een militaire parade.
In 1968 werd Van der Moer Commandant der Zeemacht in Nederland. In 1972 sloot hij zijn actieve militaire loopbaan af. Zowel tijdens als na zijn carrière als zeeofficier publiceerde Van der Moer diverse artikelen op maritiem gebied. Hij was onder meer medewerker van het Algemeen Handelsblad. In 1987 werd hij benoemd tot lid van de Commissie Zeegeschiedenis van de Koninklijke Academie van Wetenschappen.
De Koninklijke Vereniging van Marineofficieren keert jaarlijks de A. van der Moer prijs uit voor het beste essay. Van der Moer was de broer van de actrice Ank van der Moer en grootvader van actrice Femke Bakker.